# Баркінгсайд (станція метро)
51°35′09″ пн. ш. 0°05′19″ сх. д. / 51.585833° пн. ш. 0.088611° сх. д.
Баркінгсайд (англ. Barkingside) — станція Центральної лінії Лондонського метрополітену. Станція знаходиться у Баркінгсайд, Редбрідж, Лондон, у 4-й тарифній зоні, на петлі Гаїнолт між метростанціями — Ферлоп та Ньюбері-парк. В 2018 році пасажирообіг станції — 1.52 млн пасажирів
Конструкція станції — наземна відкрита з двома прямими береговими платформами.

## Історія
- 1 травня 1903: перше відкриття станції у складі Great Eastern Railway[en][4]
- 21 травня 1916: перше закриття станції
- 30 червня 1919: друге відкриття станції
- 29 листопада 1947: друге закриття станції вже у складі London and North Eastern Railway[en].[4]
- 31 травня 1948: відкриття станції у складі Центральної лінії[4]
- 4 жовтня 1965: закриття товарної станції[5]

## Пересадки
На автобуси London Buses маршрутів: 128, 150, 167, 169, 247, 275, 462, та нічний маршрут N8., а також цілодобовий маршрут 128.

## Послуги
| Попередня станція | Лінія | Лінія                                           | Лінія | Наступна станція |
| ----------------- | ----- | ----------------------------------------------- | ----- | ---------------- |
| Ферлоп            |       | Лондонське метро Центральна лінія петля Гаїнолт |       | Ньюбері-парк     |